# Przełęcz Krzywopolska
Przełęcz Krzywopolska (ukr. Кривопільський перевал) – jedna z przełęczy w Karpatach ukraińskich. Położona w granicach Pasma Worochto-Putylskiego (ukr. Верховинсько-Путильське низькогір'я, Werchowynśkoo-Putylśke nyźkohirja; w jego części północno-zachodniej), w północno-zachodnich okolicach wsi Krywopole w rejonie wierchowińskim obwodu iwanofrankowskiego.
Wysokość przełęczy to 970 m n.p.m. (według innych danych 1013 m). Jest położona na międzyrzeczu Prutu i Czarnego Czeremoszu. Przełęczą prowadzi droga samochodowa z twardym pokryciem Worochta – Wierchowina (Р 24). Zbocza przełęczy są relatywnie płaskie, łatwo dostępne.